# Schottikon

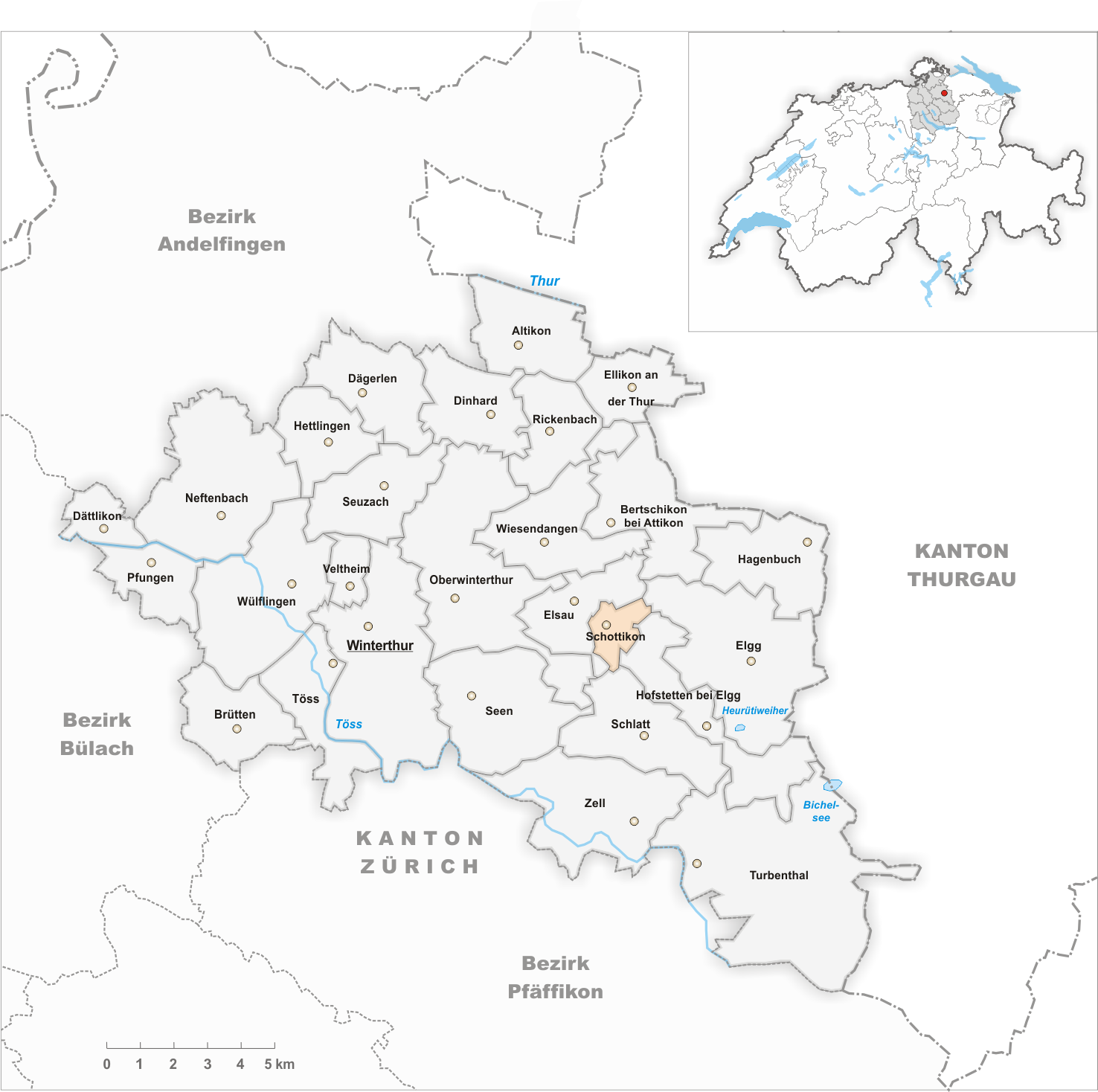
Gemeindestand vor der Fusion am 1. Januar 1922

Schottikon ist eine Ortschaft der Gemeinde Elsau des Bezirks Winterthur des Kantons Zürich in der Schweiz. Bis zum 31. Dezember 1921 bildete sie eine selbständige politische Gemeinde.

## Geschichte
Schottikon wird 829 erstmals als Scottinchova erwähnt, damals besass das Kloster St. Gallen Güter in Oberschottikon. 1467 verzeichnet Ober- und Unterschottikon etwa 20 Einwohner, 1638 88 Einwohner, 1850 235 und 1900 253 Einwohner. Nach dem Ende der Ancien Régime im Kanton Zürich 1798 konstituierten sich Ober- sowie Unterschottikon als Sektionen, die später zu Zivilgemeinden wurden. Nach der Mediation bildeten diese beide Zivilgemeinden die politische Gemeinde Schottikon.
Die ehemals eigenständige Gemeinde Schottikon wurde am 1. Januar 1922 zur Gemeinde Elsau fusioniert, damals umfasste die Gemeinde etwa 230 Einwohner. Auf das gleiche Datum hin kam es auch im benachbarten Winterthur  zur Fusion der Winterthurer Vororte mit der Stadt selbst. Bereits einige Jahre zuvor, 1913, wurden die beiden Zivilgemeinden aufgelöst.
1930 erhielt Schottikon an der Bahnlinie St. Gallen–Winterthur eine Haltestelle.

## Verkehr
Schottikon besitzt eine Bahnstation an der Bahnstrecke St. Gallen–Winterthur und wird halbstündlich von der S35 (Winterthur–Wil) und der S12 (Brugg AG–Wil SG) der S-Bahn Zürich bedient. Am Wochenende hält der Nachtzug Winterthur–Wil–St. Gallen zum Aussteigen in Schottikon.
Ausserdem durchquert die Hauptstrasse 7 den Ort.